# یواس‌اس باب (اس‌پی-۱۱۶)
یواس‌اس باب (اس‌پی-۱۱۶) (به انگلیسی: USS Bab (SP-116)) یک کشتی بود که طول آن  ۳۸ فوت بود. این کشتی در سال ۱۹۱۶ ساخته شد.